# شلدون جوان
شلدون جوان (انگلیسی: Young Sheldon) یک سریال کمدی آمریکایی است که توسط سی‌بی‌اس تولید می‌شود، این مجموعه توسط چاک لوره و اسیتون مولارو ساخته شده‌است و یک اسپین آف از سریال مشهور طنز تلویزیونی به نام تئوری بیگ بنگ است.
این مجموعه یک پیش‌سری از این سریال مطرح است که در آن کودکی یکی از شخصیت‌های کلیدی این سریال به عنوان شلدون کوپر نشان داده می‌شود. خود شلدون کوپر هم راوی این سریال است. این سریال ۹ سالگی شلدون کوپر در تگزاس شرقی را نشان می‌دهد.

## بازیگران
- ایان آرمیتیج در نقش شلدون کوپر
- زوئی پری در نقش مری کوپر (مادر شلدون)
- لنس باربر در نقش جرج کوپر (پدر شلدون)
- منتانا جردن در نقش جرج (جرجی) جونیور کوپر (برادر شلدون)
- ریگان رورد در نقش میسی کوپر (خواهر شلدون)
- جیمز پارسونز در نقش راوی
- آنی پاتس در نقش کانی تاکر (مادربزرگ شلدون)

## قسمت‌ها
| فصل | قسمت‌ها | قسمت‌ها | تاریخ اصلی روی آنتن رفتن | تاریخ اصلی روی آنتن رفتن | Rank | Avg. viewers (millions) |
| فصل | قسمت‌ها | قسمت‌ها | اولین بار                | آخرین بار                | Rank | Avg. viewers (millions) |
| --- | ------ | ------ | ------------------------ | ------------------------ | ---- | ----------------------- |
| ۱   | ۲۲     | ۲۲     | ۲۵ سپتامبر ۲۰۱۷          | ۱۰ مه ۲۰۱۸               | ۶    | 16.30                   |
| ۲   | ۲۲     | ۲۲     | ۲۴ سپتامبر ۲۰۱۸          | ۱۶ مه ۲۰۱۹               | ۵    | 14.37                   |
| ۳   | ۲۱     | ۲۱     | ۲۶ سپتامبر ۲۰۱۹          | ۳۰ آوریل ۲۰۲۰            | ۸    | TBA                     |
| ۴   | ۱۸     | ۱۸     | ۵ نوامبر ۲۰۲۰            | ۱۳ مه ۲۰۲۰               | ۱۲   | TBA                     |
| ۵   | ۲۲     | ۲۲     | ۷ اکتبر ۲۰۲۱             | ۱۹ مه ۲۰۲۲               | ۸    | TBA                     |
| ۶   | ۲۲     | ۲۲     | ۲۹ سپتامبر ۲۰۲۲          | ۱۸ مه ۲۰۲۳               | ۶    | TBA                     |
| ۷   | ۱۴     | ۱۴     | ۲۹ سپتامبر ۲۰۲۴          | ۱۸ مه ۲۰۲۴               | ۷    | TBA                     |